# 999 Zachia
999 Zachia eller 1923 NW är en asteroid i huvudbältet, som upptäcktes den 9 augusti 1923 av den tyske astronomen Karl Wilhelm Reinmuth i Heidelberg. Den har fått sitt namn efter den tyske astronomen Franz Xaver von Zach.
Asteroiden har en diameter på ungefär 16 kilometer.